# Торф деревно-моховий
Торф деревно-моховий (рос. торф древесно-моховый, англ. wood-moss, нім. Holz- und Moostorf m) — група торфів різних типів, що містять від 15 до 35 % деревних залишків і понад 50 % залишків мохів. В цій групі виділяються такі види торфів: в низинному типі — деревно-гіпновий, деревно-сфагновий; в перехідному — деревно-сфагновий; у верховому — сосново-сфагновий. Ступінь розкладу Т.д.-м. 27-48 %, природна вологість 90-92 %, сер. вологоємність 12,3 кг/кг, зольність від 1,9 % (верховий тип) до 10,8 % (низинний тип), теплота згоряння бл. 24 МДж/кг.

## Інші види торфу
| - Фускум-торф - Фрезерний торф - Магелланікум-торф - торф вербовий - торф верховий - торф гіпновий | - торф деревний - торф деревно-моховий - торф деревно-трав'яний - торф мезотрофний - торф моховий - торф низинний - торф перехідний | - торф похований - торф сфагновий - торф трав'яний - торф тростинний - торф хвощевий - торф шейхцерієвий - торф ялинковий |